# Трауб, Роберт
Роберт Трауб (англ. Robert Traub; 26 октября 1916 года, США — 21 декабря 1996 года, США) — американский медицинский энтомолог, один из крупнейших специалистов по блохам, полковник, профессор, за исследования тифа номинирован в 1948 году на Нобелевскую премию.

## Биография
Родился 26 октября 1916 года на Манхэттене в Нью-Йорке (США).
- 1938 — получил степень бакалавра в College of the City of New York (ныне City University of New York).
- 1939 — женитьба на Renee Gluck.
- 1939 — получил степень магистра в Корнеллском университете (Итака) со специализацией по медицинской энтомологии и ветеринарной бактериологии.
- 1942—1962 — служба в Армии США (U.S. Army), проведение пионерских паразитологических исследований в годы Второй Мировой войны, Корейской и других войн в Юго-Восточной Азии.
- 1944—1946 — член комиссии США по тифу (United States of America Typhus Commission).
- 1946—1955 — Глава Отдела энтомологии и паразитологии при Армейском научно-исследовательском институте имени Уолтера Рида (Вашингтон, DC) и директор многочисленных полевых эпидемиологических исследовательских групп.
- 1952—1953 — директор полевой группы Комиссии изучения геморрагической лихорадки в Корее.
- 1952—1955 — член Armed Forces Epidemiological Board on Hemorrhagic Fever.
- 1955—1959 — командир Армейской медицинской исследовательской службы при Институте медицинских исследований США в Куала-Лумпуре (Малайзия, Commanding Officer of the U.S. Army Medical Research Unit at the Institute for Medical Research).
- 1962 — вышел в отставку из Армии США в звании полковника и продолжил успешную карьеру в качестве профессора медицинской микробиологии при University of Maryland School of Medicine в Балтиморе. Исследуя инфекционные заболевания, включая тиф, он организовал экспедиционные исследовательские отряды в Эфиопию, Индонезию, Японию, Мексику, Новую Гвинею, Пакистан, Таиланд и США[1].
- 1983 — после выхода на пенсию из University of Maryland, продолжил работу в качестве почётного куратора коллекции блох (Honorary Curator of Siphonaptera) при Смитсоновском институте (Национальный музей естественной истории) в Вашингтоне. Им была собрана огромная коллекция блох, уступающая только соответствующей коллекции Ротшильда в Лондоне, которую Трауб завещал Музею естественной истории Карнеги (Carnegie Museum) в Питтсбурге[1].

## Труды
Им описано более 200 новых для науки видов насекомых, главным образом блох (более 150), издано более 200 научных статей, книг по насекомым (блохи, комары), млекопитающим, вирусам и болезням, репеллентам и тропической биологии, зоогеографии и эволюции. Среди его монографических работ систематическая ревизия блох рода Peromyscopsylla (соавтор Phyllis Johnson; 1954), иллюстрированный справочник по блохам (соавтор Miriam Rothschild; 1971), работа по конвергентной эволюции и таксономии блох Юго-Восточной Азии (1972), исследования разных видов тифа (scrub typhus, соавтор Charles Wisseman Jr., 1974; и murine typhus, соавторы Abdu Azad и Charles Wisseman Jr., 1978), анализ зоогеографии и коэволюции блох и млекопитающих (1980), книга по семейству блох Ceratophyllidae (соавторы Miriam Rothschild и John Haddow, 1983).
- Johnson, P. T., and R. Traub. (1954). Revision of the flea genus Peromyscopsylla. — Smithson. Misc. Collect. 123(4): 1-68.
- Macdonald, W. W., and R. Traub. (1960). Malaysian parasites XXXVII. An introduction to the ecology of the mosquitoes of the lowland dipterocarp forest of Selangor, Malaya. — Stud. Inst. Med. Res., Fed. Malaya 29: 79-109
- Traub, R. (1964). Flea. — Encyclopedia Britannica 9: 431—433. Encyclopedia Britannica. Benton, Chicago.
- Rothschild, M., and R. Traub. (1971). A revised glossary of terms used in the taxonomy and morphology of fleas, pp. 8-85. — In An illustrated catalogue of the Rothschild collection of fleas (Siphonaptera) in the British Museum (Natural History), vol. 5. G.H.E. Hopkins and M. Rothschild. British Museum (Natural History), London.
- Traub, R.(1972). Notes on zoogeography, convergent evolution and taxonomy of fleas (Siphonaptera), based on collections from Gunong Benom and elsewhere in South-east Asia. I. New taxa (Pygiopsyllidae,Pygiopsyllinae). — Bull. Br. Mus. (Nat. Hist.) Zool. 23: 201—305 (+58 plates).
- Traub, R.(1972). Notes on zoogeography, convergent evolution and taxonomy of fleas (Siphonaptera), based on collections from Gunong Benom and elsewhere in South-east Asia. II. Convergent evolution. — Bull. Br. Mus. (Nat. Hist.) Zool. 23:307-387 (+20 plates).
- Traub, R.(1972). Notes on zoogeography, convergent evolution and taxonomy of fleas (Siphonaptera), based on collections from Gunong Benom and elsewhere in South-east Asia. III. Zoogeography. — Bull.Br. Mus. (Nat. Hist.) Zool. 23:389-450.
- Traub, R., and G. M. Dunnet. (1973). Revision of the siphonapteran genus Stephanocircus Skuse, 1893 (Stephanocircidae). Aust. J. Zool. 20(Suppl.): 41-128.
- Rothschild, M., and R. Traub. (1974). Siphonaptera. — Encyclopedia Britannica, 15th ed., pp. 807—809. Encyclopedia Britannica, Helen Hemingway Benton, Chicago.
- Traub, R., C. L. Wisseman, Jr., M. R. Jones, and J. J. O’Keefe. (1975). The acquisition of Rickettsia tsutsugamushi by chiggers (trombiculid mites) during the feeding process. Ann. N.Y. Acad. Sci. 266: 91-114.
- Traub, R., C. L. Wisseman, Jr., and A. F. Azad. (1978). The ecology of murine typhus—a critical review. — Trop. Dis. Bull. 75:237-317.
- Traub, R. (1980). The zoogeography and evolution of some fleas, lice and mammals, pp. 93-172. — In R. Traub and H. Starcke [eds.] Fleas. Proceedings of the International Conference on Fleas, Ashton, England, June 1977. Balkema, Rotterdam.
- Traub, R., M. Rothschild, and J. F. Haddow. (1983). The Rothschild collection of fleas. The Ceratophyllidae: key to the genera and host relationships, with notes on their evolution, zoogeography and medical importance. Academic, London.
- Traub, R. (1985). Coevolution of fleas and mammals, pp. 295—437. — In K. C. Kim [ed.], Coevolution of parasitic arthropods and mammals. Wiley, New York.

## Награды и признание
Награждён как академическими, так и военными наградами в знак признания его заслуг на поприще медицинской энтомологии и паразитологии. Был избран членом многих научных организаций. Был членом-основателем журнала Journal of Medical Entomology.
- 1989 — «Hoogstraal Medal» (American Committee on Medical Entomology (ACME) of the American Society of Tropical Medicine and Hygiene) с формулировкой «meritorious contributions to medical entomology».
- 1990 — «Townsend Harris Distinguished Alumnus Medal» (City University of New York)
- «U.S. Typhus Commission Medal»

В честь Трауба названо более 30 видов блох, двукрылых и клещей.